# Тиранчик жовточеревий
Тира́нчик жовточеревий (Phylloscartes flaviventris) — вид горобцеподібних птахів родини тиранових (Tyrannidae). Ендемік Венесуели.

## Поширення і екологія
Жовточереві тиранчики поширені в горах Прибережного хребта на півночі Венесуели, від Карабобо до Міранди. Вони живуть у вологих рівнинних і гірських тропічних лісах. Зустрічаються на висоті від 300 до 1200 м над рівнем моря, переважно на висоті від 750 до 1100 м над рівнем моря.